# Francisco Conceição
Pour les articles homonymes, voir Conceição.
Francisco Conceição, surnommé Chico Conceição, né le 14 décembre 2002 à Coimbra au Portugal, est un footballeur international portugais qui évolue au poste d’ailier droit à la  Juventus FC.
Il est le fils de Sérgio Conceição et le frère de Rodrigo Conceição. Il parle le portugais, l'anglais et le français.

## Biographie

### Carrière en club
Il fait ses débuts au plus haut niveau portugais au cours d'un match nul 2-2 contre Boavista, le 13 février 2021,.
Le 17 février 2021, il fait ses débuts en Ligue des champions, lors de la réception du club italien de la Juventus là où il est un pilier important au bon fonctionnement du club et essentiel pour le jeu de ce dernier, malgré sa taille plutôt petite comparée à celle de ses coéquipiers. De ses centres spectaculaires en SERIE A et tout aussi bien en Ligue Des Champions 2025 où il a été déterminant comme dans la rencontre avec le RB Leibzig à la 82' minute qui maqua le but de la victoire. Il entre sur le terrain en toute fin de match, en remplacement de son coéquipier Sérgio Oliveira. Son équipe l'emporte 2-1 dans cette rencontre des huitièmes de finale.
Francisco inscrit son premier but en équipe première le 20 novembre 2021 devant son public du Estádio do Dragão, sur pénalty, lors de la rencontre des seizièmes de finale de la Coupe du Portugal opposant les Dragões au CD Feirense (5-1).

### Avec les jeunes (2018-2024)
Avec les moins de 17 ans, il inscrit un but lors d'un match amical contre le Brésil, en novembre 2018. Son équipe l'emporte sur le large score de 4-0.

### Avec les A (depuis 2024)
Le 15 mars 2024, Roberto Martínez annonce la présence de Francisco dans sa liste pour les matchs amicaux de la Seleção face à la Suède et à la Slovénie. Il effectue son premier match avec la sélection du Portugal le 26 mars face à Slovénie où il entre à la pause.

#### Euro 2024
Le 21 mai 2024, Francisco figure dans la liste de Roberto Martínez pour l'Euro 2024.
Le 18 juin 2024, il marque son premier but en sélection lors de cet évènement, à l'occasion du Portugal - Tchéquie.

## Statistiques

### Générales
| Saison                | Club                  | Championnat           | Championnat | Championnat | Championnat | Coupe nationale | Coupe nationale | Coupe nationale | Coupe de la Ligue | Coupe de la Ligue | Coupe de la Ligue | Supercoupe | Supercoupe | Supercoupe | Compétition(s) continentale(s) | Compétition(s) continentale(s) | Compétition(s) continentale(s) | Compétition(s) continentale(s) | Coupe du monde des clubs | Coupe du monde des clubs | Coupe du monde des clubs | Portugal | Portugal | Portugal | Total | Total | Total |
| Saison                | Club                  | Division              | M.          | B.          | P.d.        | M.              | B.              | P.d.            | M.                | B.                | P.d.              | M.         | B.         | P.d.       | Comp.                          | M.                             | B.                             | P.d.                           | M.                       | B.                       | P.d.                     | M.       | B.       | P.d.     | M.    | B.    | P.d.  |
| 2020-2021             | FC Porto              | Primeira Liga         | 14          | 0           | 0           | 1               | 0               | 0               | -                 | -                 | -                 | -          | -          | -          | C1                             | 2                              | 0                              | 0                              | -                        | -                        | -                        | -        | -        | -        | 17    | 0     | 0     |
| 2021-2022             | FC Porto              | Primeira Liga         | 25          | 2           | 2           | 4               | 1               | 1               | 1                 | 0                 | 0                 | -          | -          | -          | C1+C3                          | 2+1                            | 0                              | 0                              | -                        | -                        | -                        | -        | -        | -        | 33    | 3     | 3     |
| Sous-total            | Sous-total            | Sous-total            | 39          | 2           | 2           | 5               | 1               | 1               | 1                 | 0                 | 0                 | 0          | 0          | 0          | -                              | 5                              | 0                              | 0                              | -                        | -                        | -                        | 0        | 0        | 0        | 50    | 3     | 3     |
| 2022-2023             | Ajax Amsterdam        | Eredivisie            | 19          | 0           | 3           | 5               | 0               | 0               | -                 | -                 | -                 | -          | -          | -          | C1                             | 4                              | 1                              | 0                              | -                        | -                        | -                        | -        | -        | -        | 28    | 1     | 3     |
| Sous-total            | Sous-total            | Sous-total            | 19          | 0           | 3           | 5               | 0               | 0               | 0                 | 0                 | 0                 | 0          | 0          | 0          | -                              | 4                              | 1                              | 0                              | -                        | -                        | -                        | 0        | 0        | 0        | 28    | 1     | 3     |
| 2023-2024             | FC Porto (prêt)       | Primeira Liga         | 27          | 5           | 4           | 6               | 1               | 1               | 2                 | 1                 | 0                 | -          | -          | -          | C1                             | 8                              | 1                              | 1                              | -                        | -                        | -                        | 6        | 1        | 2        | 49    | 9     | 8     |
| Sous-total            | Sous-total            | Sous-total            | 27          | 5           | 4           | 6               | 1               | 1               | 2                 | 1                 | 0                 | 0          | 0          | 0          | -                              | 8                              | 1                              | 1                              | -                        | -                        | -                        | 6        | 1        | 2        | 49    | 9     | 8     |
| 2024-2025             | Juventus (prêt)       | Serie A               | 26          | 3           | 3           | 2               | 1               | 0               | -                 | -                 | -                 | -          | -          | -          | C1                             | 9                              | 1                              | 1                              | 3                        | 2                        | 0                        | 5        | 1        | 0        | 45    | 8     | 4     |
| Sous-total            | Sous-total            | Sous-total            | 26          | 3           | 3           | 2               | 1               | 0               | -                 | -                 | -                 | 0          | 0          | 0          | -                              | 9                              | 1                              | 1                              | 3                        | 2                        | 0                        | 5        | 1        | 0        | 45    | 8     | 4     |
| Total sur la carrière | Total sur la carrière | Total sur la carrière | 111         | 10          | 12          | 18              | 3               | 2               | 3                 | 1                 | 0                 | 0          | 0          | 0          | -                              | 26                             | 3                              | 2                              | 3                        | 2                        | 0                        | 11       | 2        | 2        | 172   | 21    | 18    |

## Palmarès

### En sélection
Portugal
Vainqueur de Ligue des nations de l'UEFA en 2025.
 Portugal espoirs
- Finaliste du championnat d'Europe espoirs en 2021.

### En club
FC Porto
- Champion du Portugal en 2022.
  - Vice-champion du Portugal en 2021.
- Vainqueur de la Coupe du Portugal en 2022 et 2024.

## Famille
Son père Sérgio Conceição est l'ancien entraîneur au FC Porto et son frère Rodrigo Conceição est également footballeur.